# Blaregnies
Blaregnies est une section de la commune belge de Quévy, située en Région wallonne dans la province de Hainaut.

## Évolution démographique
- Sources : INS, Rem. : 1831 jusqu'en 1970 = recensements, 1976 = nombre d'habitants au 31 décembre.

## Patrimoine et culture

### Patrimoine architectural

#### L’église Saint-Géry à Blaregnies
Isolée en contre haut de la place du village et entourée d’un cimetière emmuré se trouve l’église Saint-Géry de style gothique.
Ce sanctuaire trapu fut bâti au cours du XVIe siècle. La charpente date de 1565 ; le chœur et la nef furent agrandis au XVIIIe siècle et la voute en brique visible date de 1754. Cette église possède un petit porche reconstruit après 1950, une toiture d’ardoise et elle est coiffée d’un clocher en charpente. L’église Saint-Géry fait partie du pèlerinage de Saint Jacques de Compostelle. Les motifs décoratifs de l’église proviennent de ce pèlerinage : une coquille Saint Jacques. Le mobilier intérieur date du XVIIIe siècle et conserve une homogénéité intéressante en accord avec les voûtes en voile du style Louis XIV. Nous pouvons y retrouver deux anges adorateurs en chêne sculpté, des peintures sur toile, deux confessionnaux en chêne, la statue de Saint-Géry en chêne, etc. La sacristie, de même style et de même époque, est accolée aux flancs.

## Galerie

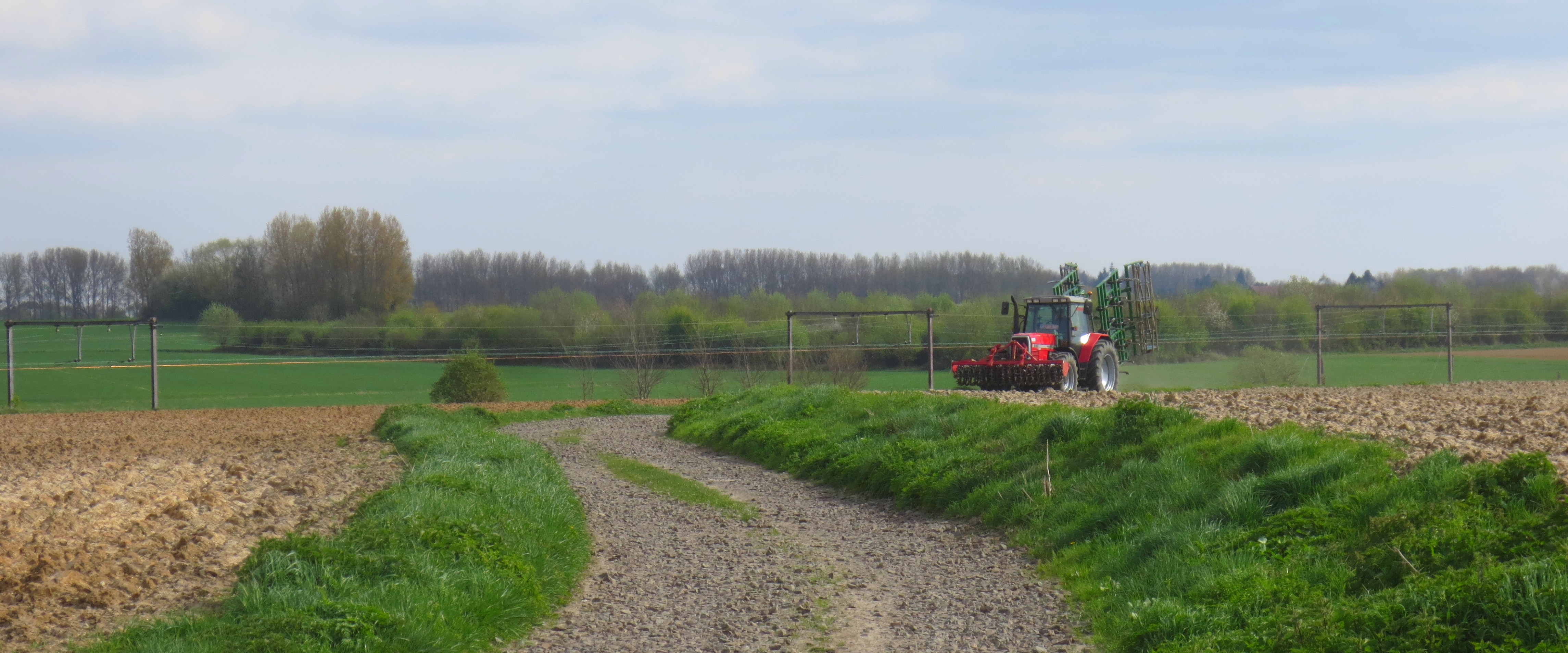
Le chemin.
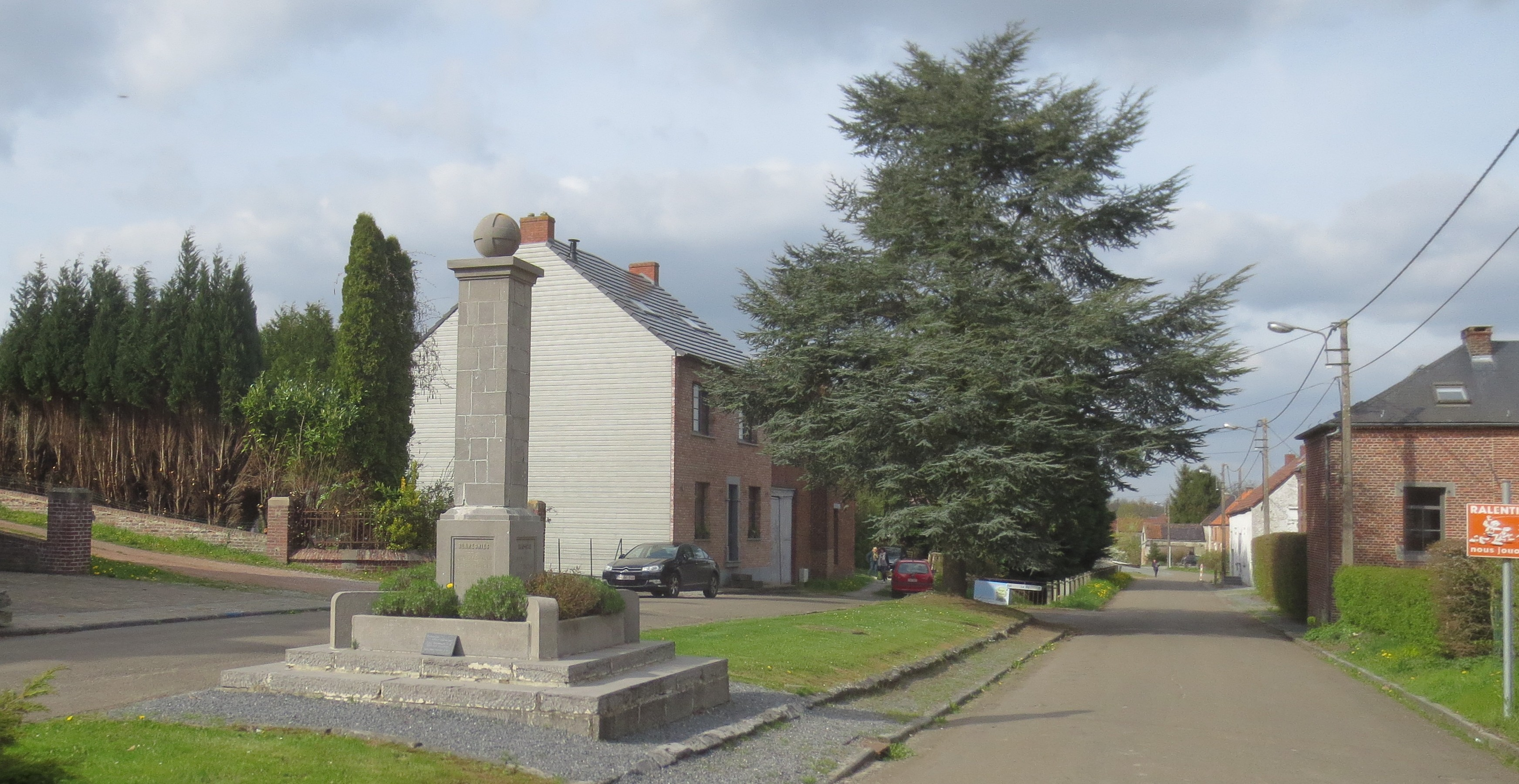
Le monument.
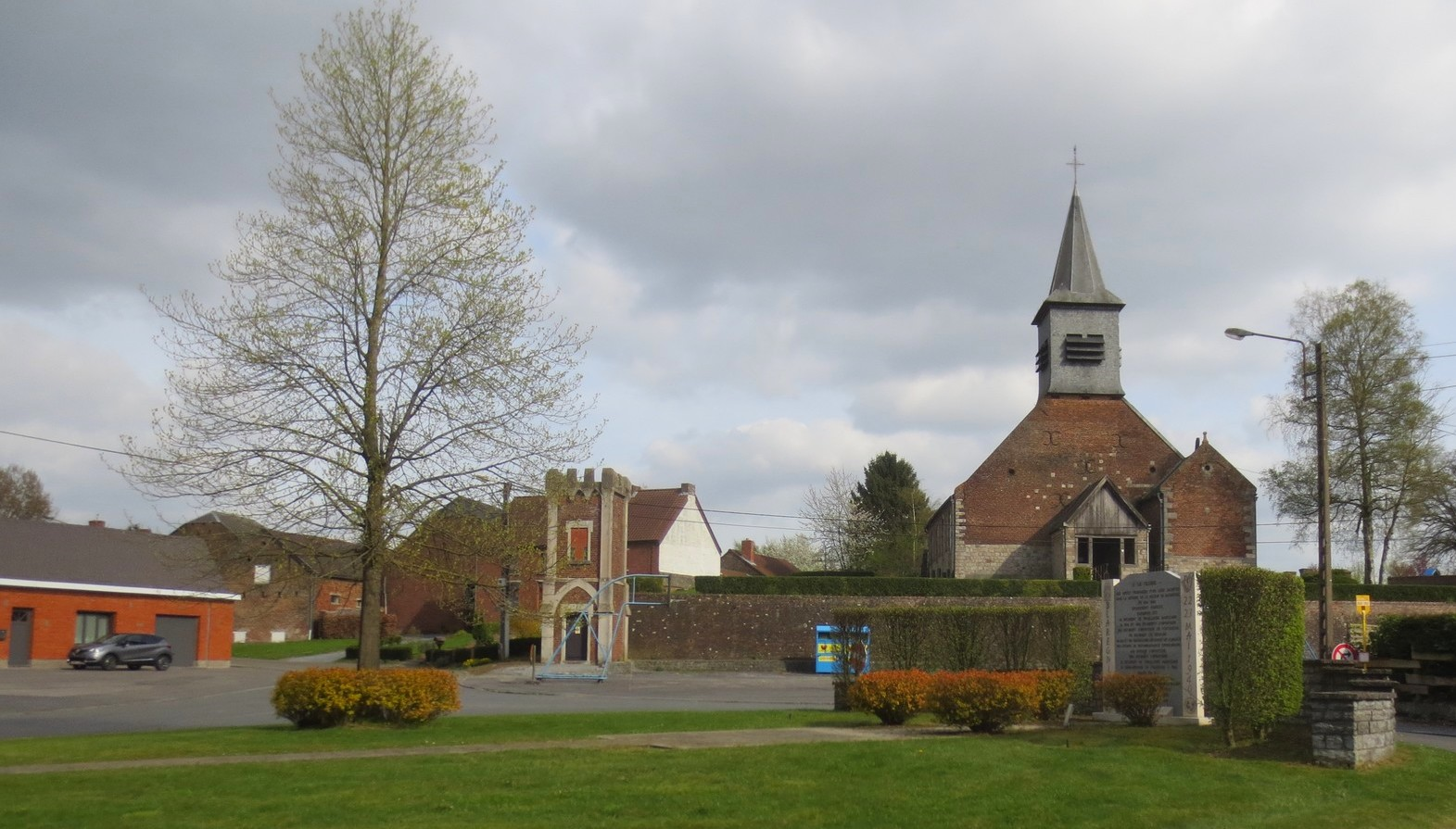
La place.
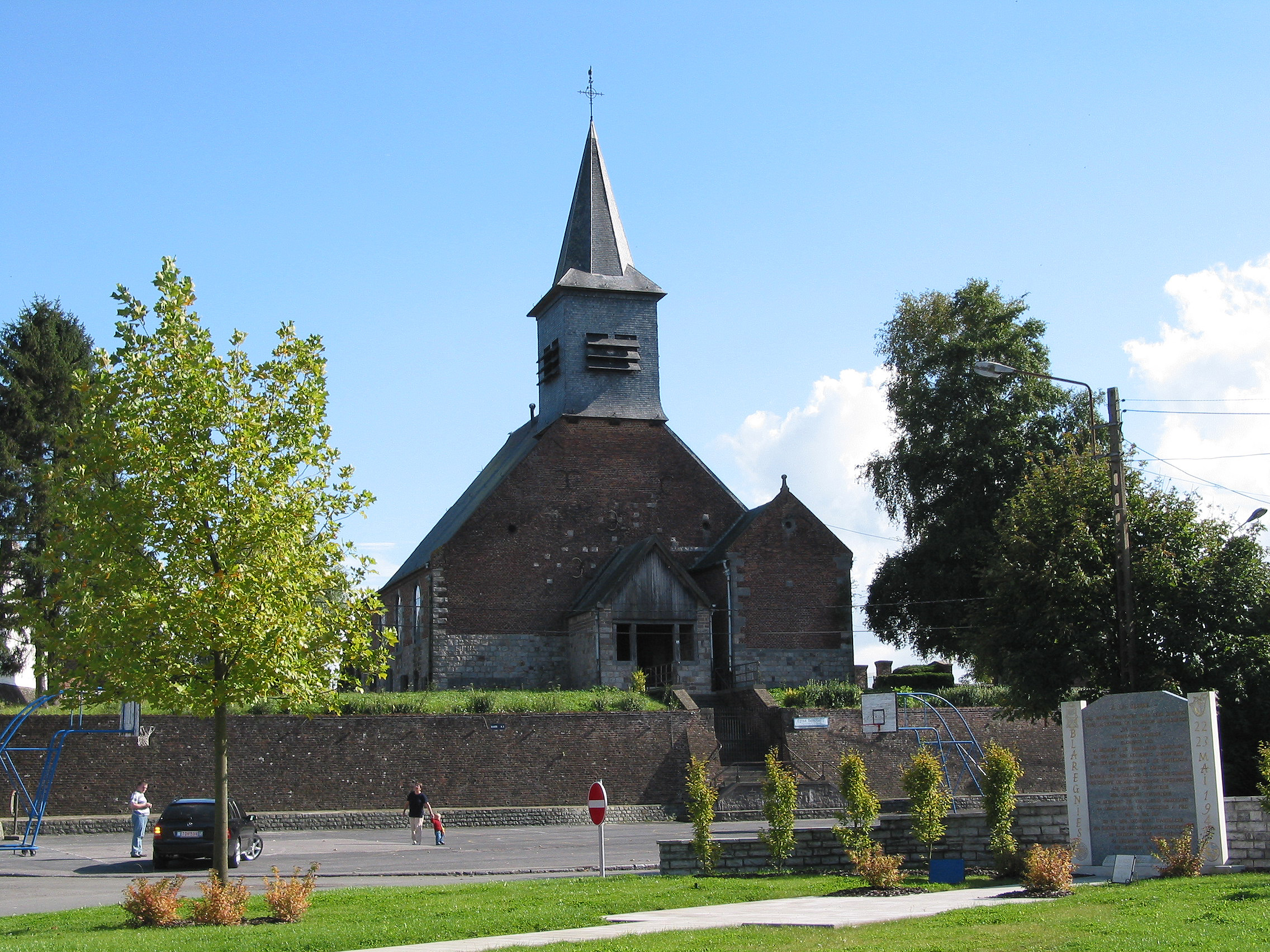
L'église Saint-Géry (XVIe et XVIIIe siècles).

## Personnalités
- Armand Jeannes, traître notoire durant la Première Guerre mondiale, condamné à mort en 1922 puis gracié par le Roi.
- Lydia Glacé, chef belge ayant remporté 1 étoile au guide Michelin
- Irma Caldow, convoyeuse et ravitailleuse d'aviateurs durant la Seconde Guerre mondiale.
- Olili Richoux, Tuyautière belge ayant réalisé le plus grand tuyau européen en 1962.